# Carl David Bouché
Carl David Bouché (maneras de escribirlo Karl David Bouché, David Karl Bouché, David Bouché jun. ( 1809- 1881) fue un botánico alemán, jardinero, diseñador de estructuras, y escritor científico. Fue Inspector y Director Técnico del Real Jardín Botánico de Berlín, de 1843 a 1881.
Bouché describió y clasificó 365 nuevas especies y variedades.
Bouché fue miembro de una prominente familia de botánicos y competentes jardineros. Su abuelo, Jean David Bouché (1747-1819), fue un viverista berlines, de origen francés, que ya instalaba invernaderos que se habían hecho populares entre la nobleza prusiana. Su tío, Peter Friedrich Bouché (1785-1856), y su padre Peter Karl Bouché (1783-1856) continuaron sus negocios. Peter Karl también fue estudiante de Carl Ludwig Willdenow
Su actividad fue muy intensa en el desarrollo de invernaderos calefaccionados. Diseñaba experimentalmente la óptima construcción y forma. Sumariza sus conocimientos en un libro "Invernaderos de todos tipos " (Glashäuser aller Art) en coautoría con Louis Neumann, 1842, un texto fundamental del siglo XIX de manuales sobre invernáculos con calefacción. Se publicó póstumamente solo en 1886, por su hijo Julius Bouché, también constructor de tales estructuras.

## Algunas publicaciones

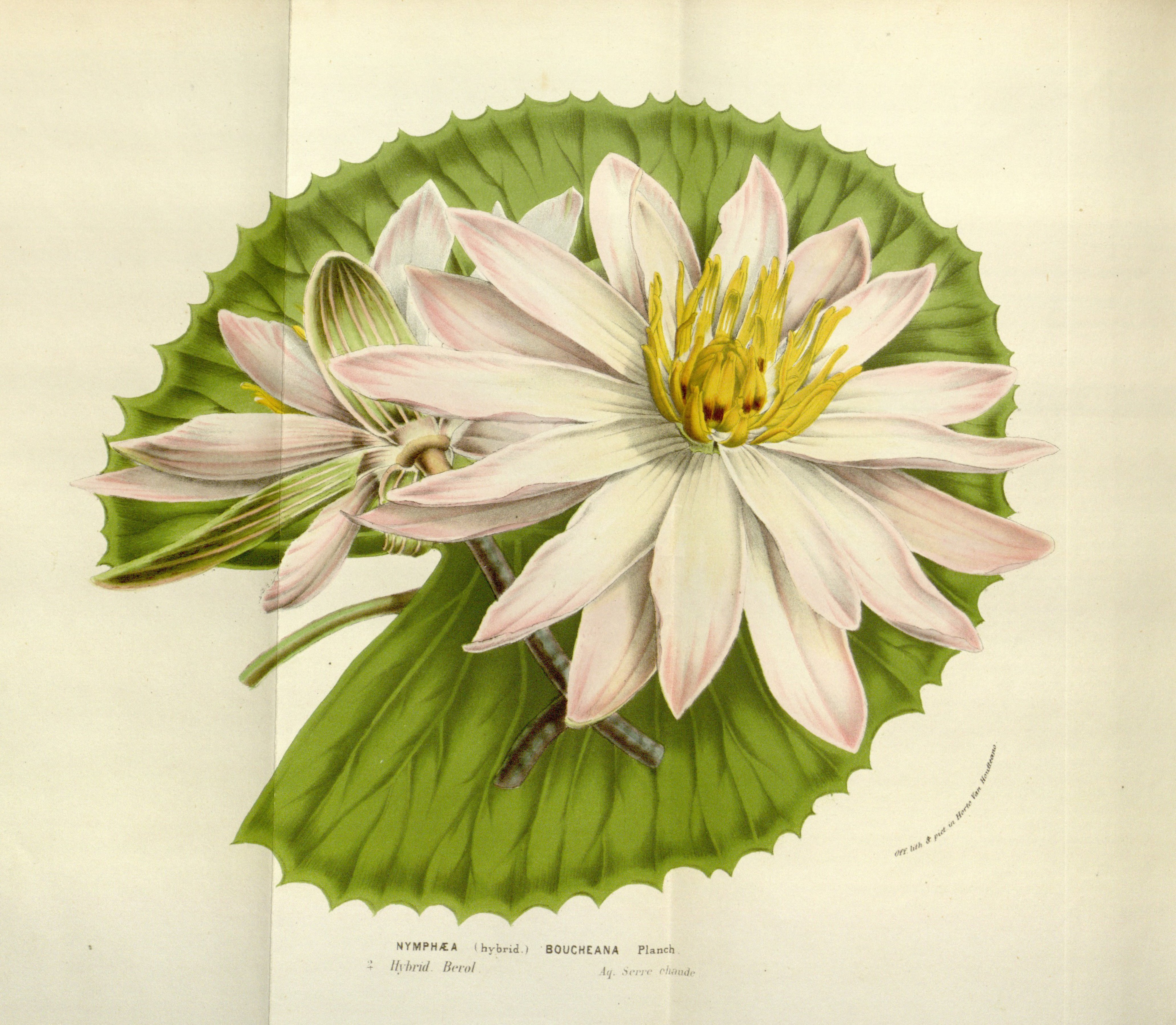
Nymphaea 'boucheana', en: Flore des Serres et des Jardins de l'Europe, vol. X (1854-1855)

- Carl David Bouché. 1839. Praktische Anleitung zur Treiberei der Zwiebel-Gewächse, Berlín
- Carl David Bouché. 1842. Die Blumentreiberei oder praktische Anleitung zur Erziehung und Pflege der Gewächse, welche vom Herbst bis Frühling, sowohl in Treibhäusern, als auch im Zimmer, künstlich zur Blüthe gebracht werden können …: En Handbuch für Gärtner und Blumenfreunde; Mit vier Kupfertafeln / nach eigner vieljähriger Erfahrung bearbeitet von Carl David Bouché …, Berlín: Nicolai
- Carl David Bouché. 1856. Zwiebel-Treiberei im Zimmer. En: Eduard Oskar Schmidt, Ferdinand Herzog: Der populäre Gartenfreund, oder die Kunst, alle in Deutschland bis jetzt bekannten Blumen und Gemüse auf die leichteste und beste Weise zu ziehen, und dadurch den Garten zu einer Quelle des Nutzens, der Erholung und des Vergnügens zu machen: mit … [der] Kunst, Topf-Gewächse und Garten-Pflanzen durch Absenker, Wurzeln und Stengel fortzupflanzen, einem Gartenkalender und vielen Gartengeheimnissen für Hausgärtner zur Garten-Wirthschaft und zur Vertilgung schädlicher Garten-Insekten, 6.ª ed. Quedlinburg [u.a.]: Ernst
- Carl David Bouché. Gewächshäuser wie Fabriken, en: Zandera, Jg. 17, 2002, N.º 1, pp. 17–26
- Carl David Bouché; Hermann Grothe (Bearb.) 1884. Ramie, Rheea, Chinagras und Nesselfaser: ihre Erzeugung und Bearbeitung als Material für die Textilindustrie, 2ª ed. Berlín: Springer, 1884. [Nota: en el catálogo del Grupo Biblioteca Alemania Sudoccidental (SWB), escrito realmente por Carl David Bouché a pesar del año]